# Haloformy
Haloformy jsou halogenderiváty methanu, ve kterých jsou 3 atomy vodíku nahrazeny atomy téhož halogenu. Jsou toxické, patří mezi skleníkové plyny a poškozují ozonovou vrstvu.
Patří k nim:
- trifluormethan (fluoroform)
- trichlormethan (chloroform)
- tribrommethan (bromoform)
- trijodmethan (jodoform)